# Magic Man (Better Call Saul)
«Magic Man» es el primer episodio de la quinta temporada de la serie de televisión estadounidense de AMC Better Call Saul, la serie derivada de Breaking Bad. El episodio, escrito por Peter Gould y dirigido por Bronwen Hughes, se emitió el 23 de febrero de 2020 en AMC en Estados Unidos. Fuera de Estados Unidos, se estrenó en el servicio de streaming Netflix en varios países.

## Trama

### Introducción
Después de ser dado de alta del hospital, Gene sospecha que lo están siguiendo y pasa unos días fuera de Omaha. Regresa y vigila su apartamento para determinar si alguien lo está vigilando, pero regresa a su rutina normal después de no encontrar nada sospechoso. Cuando Gene vuelve al trabajo, Jeff, el taxista que lo llevó a casa desde el hospital, se detiene para decir que reconoce a Gene como Saul Goodman de Albuquerque. Gene planea huir y llama a Ed Galbraith para pedirle ayuda, pero cambia de opinión a mitad de la llamada y cuelga.

### Historia principal
Jimmy le explica a Kim que el alias «Saul Goodman» de su negocio de celulares prepagos le da una base de clientes instantánea para una práctica de derecho penal. Kim se muestra recelosa pero comprensiva, y le da regalos a Jimmy para celebrar su regreso a la práctica de la ley. Saul regala los teléfonos que le quedan en una promoción para generar publicidad para su práctica de la abogacía, llamándose a sí mismo el «hombre mágico» que puede mantener a los culpables fuera de la cárcel. Luego usa su equipo de filmación para generar más publicidad fingiendo una confrontación con el FDF Bill Oakley.
El cliente pro bono de Kim rechaza imprudentemente un acuerdo favorable. Saul se ofrece a ayudar a coaccionarlo para que acepte. Kim se niega, pero usa la idea de Saul para coaccionar al cliente. Kim se aleja y tira su maletín, frustrada por dejar que Jimmy la convenza de ejecutar otra estafa.
Lalo se pregunta sobre la identidad de Werner Ziegler y la razón de su presencia en Albuquerque. Nacho y Domingo le informan de los problemas de calidad de la cocaína que los Salamanca reciben de Gus Fring. Lalo confirma que algún producto Salamanca es inferior y se reúne con Gus y Juan Bolsa. Gus afirma falsamente que Werner estaba construyendo un sistema de refrigeración bajo la supervisión de Mike en la granja de Los Pollos Hermanos, pero huyó después de robar cocaína. Gus afirma que luego intentó cubrir la pérdida reemplazando la cocaína con metanfetamina local de calidad inferior. La historia fachada de Gus explica los eventos de los que Lalo está al tanto, incluyendo la huida y muerte de Werner y la persecución de Mike. Lalo acepta la versión de los eventos y la disculpa de Gus, pero sigue sospechando. Juan le advierte en privado a Lalo que Eladio y el cártel confían en Gus, o al menos lo consideran un valioso activo, por lo que debe considerar el asunto cerrado.
Debido a las sospechas de Lalo, Gus cierra el trabajo en el laboratorio subterráneo de metanfetamina. Mike envía a los hombres de Werner a casa, les advierte que permanezcan en silencio y les paga por completo por el trabajo medio terminado. Gus le informa a Mike que la viuda de Werner ha aceptado la historia inventada sobre un accidente fatal en la construcción y que fue bien compensada. Gus ofrece seguir pagando a Mike durante el retraso de la construcción, pero Mike declina, frustrado por la aparente falta de compasión de Gus hacia Werner.

## Producción

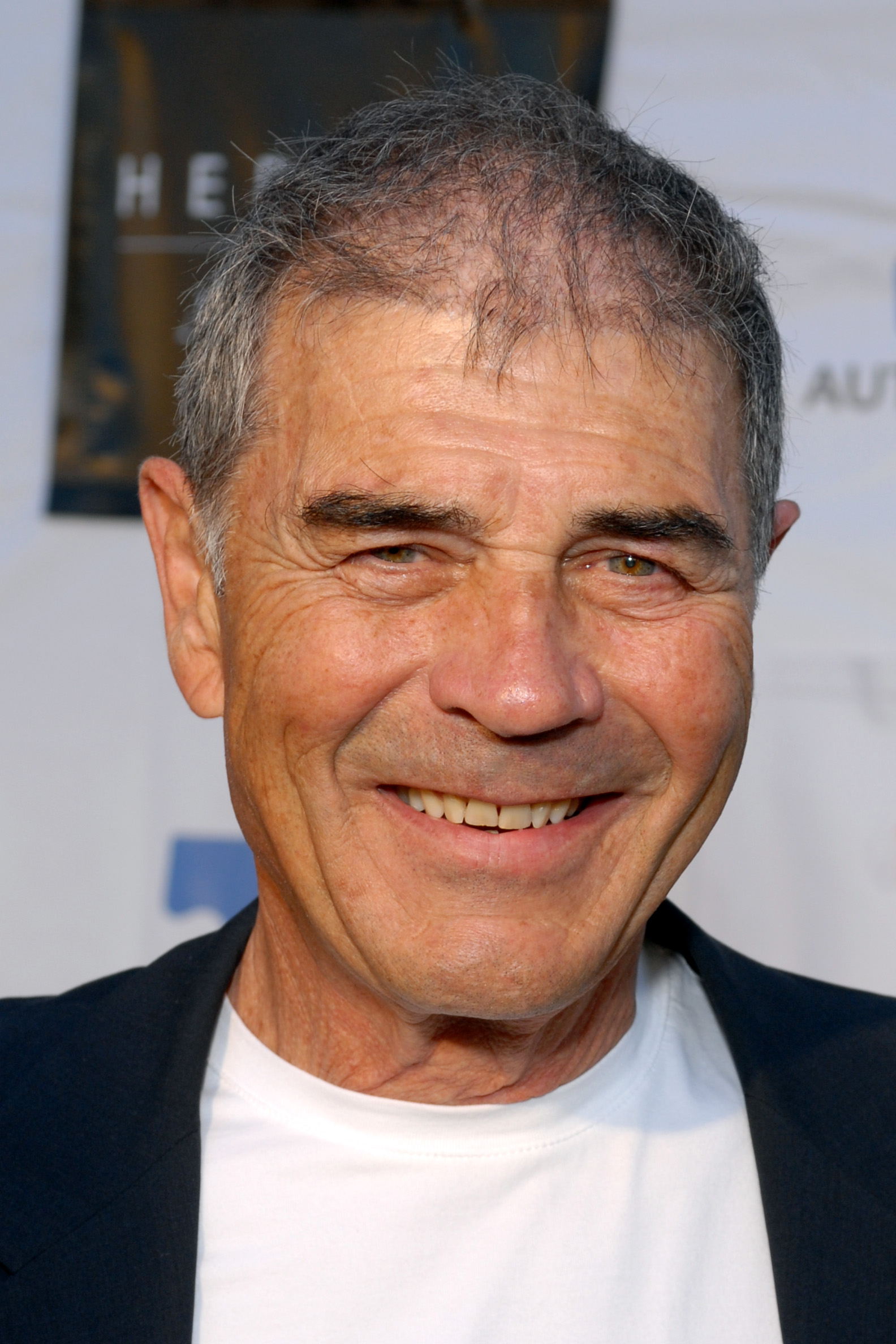
«Magic Man» fue dedicado a Robert Forster, que interpretó al desaparecedor Ed.

El episodio fue dedicado a Robert Forster, que murió en octubre de 2019. Forster interpretó a Ed, el desaparecedor de fugitivos de Breaking Bad, repitiendo su papel en este episodio, así como en la película El Camino: A Breaking Bad Movie. Según el showrunner Peter Gould, que había escrito y dirigido la anterior aparición de Forster en «Granite State» de Breaking Bad, había querido traer al personaje de Forster a Better Call Saul durante algún tiempo, pero no pudo encontrar la manera de hacerlo. Cuando su equipo de guionistas encontró la manera de hacerlo en el estreno de la quinta temporada, se enteró de que Vince Gilligan había escrito el personaje para El Camino. Originalmente, el papel de Forster era solo un cameo vocal, dado el costo de reconstruir la tienda de aspiradoras. Según Gould, la productora Melissa Bernstein reconoció que rodarían la tienda de aspiradoras como parte de El Camino, y por lo tanto arregló que Gilligan filmara la escena de Better Call Saul al mismo tiempo, ya que Gould estaba ocupado en Los Ángeles en ese momento, meses antes de que se filmara cualquier otra escena de la quinta temporada de Better Call Saul. El papel de producción de Gilligan no fue acreditado. Además de dedicar el episodio a Forster, Gould invitó a varios de sus familiares y amigos a la proyección del estreno.
Fue dirigido por Bronwen Hughes, que había dirigido el episodio de Breaking Bad de 2008 «Crazy Handful of Nothin'».
La música de fondo utilizada durante el montaje de corte rápido en el que Saul se sienta en una tienda de campaña y regala los teléfonos que le quedan es el éxito de soul-jazz de 1964 «The Sidewinder», del trompetista Lee Morgan, y la canción tocada durante la prolepsis es «Welcome to My World» de Jim Reeves.

## Recepción

### Audiencias
Al emitirse, el episodio tuvo 1,60 millones de espectadores en Estados Unidos y una audiencia de 0,5 millones entre adultos de 18 a 49 años. Representó un aumento del 4% con respecto al episodio final de la cuarta temporada, aunque un 10% menos que el estreno de dicha temporada. El estreno de mitad de temporada de The Walking Dead, que precedió al episodio, ayudó a los números de audiencia. Teniendo en cuenta la audiencia Live+7, el episodio tuvo un total de 3,29 millones de espectadores en Estados Unidos y 1 millón entre adultos de 18 a 49 años.

### Respuesta crítica
«Magic Man» recibió aclamación por parte de la crítica. En Rotten Tomatoes obtuvo una puntuación perfecta del 100%, basándose en 20 reseñas con una calificación media de 8,7/10. El consenso de la crítica dice: «Jimmy McGill ha muerto, larga vida a Saul Goodman en un estreno cargado de maldiciones que provoca una desgarradora yuxtaposición entre el propio ‹Hombre mágico› abrazando su sórdido paso y el fugitivo perseguido en el que inevitablemente se convertirá».